# Скрещивание архаичных и современных людей

Модель филогении H. sapiens за последние 600 000 лет (вертикальная ось). Горизонтальная ось представляет географическое положение; вертикальная показывает время в тысячах лет назад. Homo heidelbergensis разделяется на неандертальцев, денисовцев и H. sapiens. С распространением H. sapiens после 200 тыс. лет назад неандертальцы, денисовцы и неуказанные архаичные африканские гоминиды снова отнесены к линии H. sapiens. Также показаны возможные события примеси с участием некоторых современных популяций в Африке.

Имеются данные о скрещивании между архаичными и современными людьми в период среднего палеолита и раннего верхнего палеолита . Скрещивание произошло в ряде случаев, включающих неандертальцев и денисовцев, а также несколько неопознанных гоминидов.
В Евразии несколько раз происходило скрещивание неандертальцев и денисовцев с современными людьми (кроманьонцами). По оценкам, интрогрессия в современных людей произошла примерно 47 000-65 000 лет назад с неандертальцами и примерно 44 000-54 000 лет назад с денисовцами.
ДНК неандертальца была обнаружена в геномах большинства или, возможно, всех современных популяций, заметно различаясь по регионам. На его долю приходится 1-4 % современных геномов людей за пределами Африки к югу от Сахары, либо по другим оценкам, 0,3 % для жителей Африки. Он самый высокий у жителей Восточной Азии, средний у европейцев и ниже у выходцев из Юго-Восточной Азии. Согласно некоторым исследованиям, у меланезийцев он также ниже, чем у выходцев из Восточной Азии и европейцев. Тем не менее, другие исследования обнаруживают более высокую примесь неандертальцев у австрало-меланезийцев, а также у коренных американцев, чем у европейцев (хотя и не выше, чем у жителей Восточной Азии).
Денисовские предки по большей части отсутствуют у современного населения Африки и Западной Евразии. На сегодняшний день самые высокие показатели денисовской примеси были обнаружены в популяциях Океании и некоторых популяциях Юго-Восточной Азии . По оценкам, 4-6 % генома современных меланезийцев происходит от денисовцев, но наибольшее количество обнаруженных до сих пор обнаружено в популяциях негритосов на Филиппинах. В то время как некоторые негритосские популяции Юго-Восточной Азии несут денисовскую примесь, другие не имеют ее, например, андаманцы. Кроме того, небольшие следы денисовского происхождения были обнаружены в континентальной Азии, с более высоким уровнем денисовского происхождения в популяциях Южной Азии по сравнению с другими континентальными популяциями.
В Африке были обнаружены архаичные аллели, соответствующие нескольким независимым событиям примесей на субконтиненте. В настоящее время неизвестно, кем были эти архаичные африканские гоминиды.
Хотя теории об эволюции человека часто противоречивы, данные ДНК показывают, что эволюцию человека следует рассматривать не как простую линейную или разветвленную прогрессию, а как смесь родственных видов. На самом деле геномные исследования показали, что гибридизация между существенно отличающимися линиями является правилом, а не исключением в антропогенезе. Показано, что гибридизация была важной движущей силой появления современных людей.